# Macrovipera
Macrovipera é um género de víboras venenosas que habitam os semidesertos e estepes do Norte de África, Próximo Oriente, Médio Oriente, e o arquipélago de Milos no Mar Egeu. Estas serpentes são responsáveis por várias mordeduras de serpentes na África e Ásia Ocidental todos os anos. Têm reputação de ter mau temperamento e podem injectar muito veneno, razão pela qual devem ser consideradas como muito perigosas. Actualmente são reconhecidas quatro espécies neste género.

## Descrição
Exceptuando o caso de M. schweizeri, estas serpentes podem todas exceder 1.5 m de comprimento total.
A cabeça é larga e achatada, e distinta do pescoço. O dorso é coberto por pequenas e irregulares escamas enquilhadas. As escamas supra-oculares são também fragmentadas ou parcialmente divididas. Parece existir grande variação nas diferentes características das escamas.

## Distribuição geográfica
As espécies deste género são encontradas em Marrocos, Argélia e Tunísia no Norte de África, para leste até ao Paquistão, Caxemira e Índia, para norte até ao arquipélago de Milos no Mar Egeu (Grécia), Arménia e Daguestão (Rússia). Para sul, existe apenas um antigo registo do Iémen.

## Habitat
Os mebros deste género estão adaptados a habitats áridos e secos.

## Reprodução
Todas as espécies são ovíparas.

## Espécies
| Espécies       | Autoridade                      | Subesp.* | Nome-comum        | Distribuição geográfica |
| -------------- | ------------------------------- | -------- | ----------------- | --- |
| M. deserti     | (Anderson, 1892)                | 0        | Víbora-do-deserto | Norte de África: Líbia, Tunísia e possivelmente Argélia. |
| M. lebetinaT   | (Linnaeus, 1758)                | 4        |                   | Daguestão, Argélia, Tunísia, Chipre, Turquia, Síria, Líbano, Iraque, Irão, Cáucaso, Arménia, Geórgia, Azerbaijão, Turquemenistão, Uzbequistão, Cazaquistão, Tajiquistão, Afeganistão, Paquistão e Caxemira. |
| M. mauritanica | (A.M.C. Duméril & Bibron, 1848) | 0        | Víbora-mourisca   | Noroeste da África: Marrocos, Argélia e Tunísia. |
| M. schweizeri  | (F. Werner, 1935)               | 0        | Víbora-de-milos   | Ilhas gregas do arquipélago das Cíclades no Mar Egeu: Milos e as três pequenas ilhas adjacentes de Sifnos, Címolos e Polinos.                                                                               |

*)Sem incluir a espécie nominativa.

T) espécie-tipo.

## Taxonomia
O género Macrovipera foi criado por Francis Albert Theodor Reuss (1927), especificamente para acomodar M. lebetina (a espécie-tipo). As três espécies actualmente reconhecidas foram, a dada altura, todas consideradas como subespécies de M. lebetina. É agora provável que certas subespécies de M. lebetina sejam também elevadas ao estatuto de espécies válidas num futuro não muito distante.
Várias espécies deste género (e igualmente de Vipera) foram propostas para ser incluídas no género Daboia, em particular M. lebetina (Obst 1983) bem como M. mauritanica e M. deserti (Lenk et al. (2001).